# 田怡
田怡，金山海防人，是一名清朝政治人物。
田怡曾于1767年接替李凤翔任南汇县知县一职，同年由陈模接任。